# Lijst van musea in Friesland
Dit is een lijst van musea in de provincie Friesland. Veel musea zijn aangesloten bij Museumfederatie Fryslân.
| Plaats              | Gemeente          | Museum                                           | Type                            | Website            | Museumregister | Afbeelding |
| ------------------- | ----------------- | ------------------------------------------------ | ------------------------------- | ------------------ | -------------- | ---------- |
| Anjum               | Noardeast-Fryslân | Molenmuseum De Eendracht                         | Cultuurhistorisch               | website            |                |            |
| Appelscha           | Ooststellingwerf  | Heksenmuseum                                     |                                 | website            |                |            |
| Beers               | Leeuwarden        | Uniastate Bears                                  | Cultuurhistorisch               | website            |                |            |
| Bergum              | Tietjerksteradeel | Observeum                                        | Volkssterrenwacht               | website            | Geregistreerd  |            |
| Birdaard            | Noardeast-Fryslân | Ruurd Wiersma Hûs                                |                                 | website            | Geregistreerd  |            |
| Bolsward            | Súdwest-Fryslân   | Bierbrouwerij Us Heit                            | Brouwerij                       | website            |                |            |
| Bolsward            | Súdwest-Fryslân   | It Gysbert Japicxhus                             | Gysbert Japicx                  | website            |                |            |
| Bolsward            | Súdwest-Fryslân   | Titus Brandsma Museum                            | Titus Brandsma                  | website            | Geregistreerd  |            |
| Buitenpost          | Achtkarspelen     | Botanische Tuin De Kruidhof                      |                                 | website            |                |            |
| Buitenpost          | Achtkarspelen     | IJstijdenmuseum                                  |                                 | website            |                |            |
| Buren               | Ameland           | Landbouw- en Juttersmuseum Swartwoude            | Cultuurhistorisch               | website            | Geregistreerd  |            |
| Damwoude            | Dantumadeel       | De Sûkerei                                       | Cultuurhistorisch               | website            |                |            |
| Deinum              | Waadhoeke         | Schoolplatenmuseum Deinum                        | Cultuurhistorisch               | website            |                |            |
| Dokkum              | Noardeast-Fryslân | Museum Dokkum                                    | Cultuurhistorisch               | website            | Geregistreerd  |            |
| Dokkum              | Noardeast-Fryslân | Natuurmuseum Bruinenberg                         | Natuurmuseum                    | website            |                |            |
| Drachten            | Smallingerland    | Museum Drachten                                  | Beeldende kunst                 | website            |                |            |
| Ee                  | Noardeast-Fryslân | Vlasmuseum It Braakhok                           | Vlasbewerking                   | website            |                |            |
| Eernewoude          | Tietjerksteradeel | Skûtsjemuseum                                    | Cultuurhistorisch               | website            |                |            |
| Eernewoude          | Tietjerksteradeel | It Kokelhûs fan Jan en Sjut                      | Cultuurhistorisch               | website            |                |            |
| Firdgum             | Waadhoeke         | Yeb Hettinga Museum                              | Cultuurhistorisch               | website            |                |            |
| Fochteloo           | Ooststellingwerf  | Centrum voor Prentkunst                          | Prentkunst                      |                    |                |            |
| Formerum            | Terschelling      | Wrakkenmuseum                                    | Cultuurhistorisch               | website            |                |            |
| Franeker            | Waadhoeke         | Keatsmuseum                                      | Kaatsen                         | website            |                |            |
| Franeker            | Waadhoeke         | Koninklijk Eise Eisinga Planetarium              | Planetarium                     | website            | Geregistreerd  |            |
| Franeker            | Waadhoeke         | Museum Martena                                   | Cultuurhistorisch               | website            | Geregistreerd  |            |
| Gorredijk           | Opsterland        | Museum Opsterland                                | Cultuurhistorisch               | website            | Geregistreerd  |            |
| Grouw               | Leeuwarden        | Museum Bescherming Bevolking - Commandopost Grou | Bescherming Bevolking           | website            |                |            |
| Grouw               | Leeuwarden        | Mineralogisch Museum                             |                                 | website            |                |            |
| Grouw               | Leeuwarden        | Museum Hert fan Fryslân                          | Cultuurhistorisch               | website            | Geregistreerd  |            |
| Harkema             | Achtkarspelen     | De Spitkeet                                      | Openluchtmuseum                 | website            | Geregistreerd  |            |
| Harlingen           | Harlingen         | Gemeentemuseum Het Hannemahuis                   | Cultuurhistorisch               | website            | Geregistreerd  |            |
| Heeg                | Súdwest-Fryslân   | Houtbouwmuseum De Helling                        | Cultuurhistorisch               |                    |                |            |
| Heerenveen          | Heerenveen        | Batavus Fietsmuseum                              | Batavus                         |                    |                |            |
| Heerenveen          | Heerenveen        | Museum Belvédère                                 | Moderne kunst                   | website            | Geregistreerd  |            |
| Heerenveen          | Heerenveen        | Museum Heerenveen                                | Cultuurhistorisch               | website            | Geregistreerd  |            |
| Hindeloopen         | Súdwest-Fryslân   | Museum Hindeloopen                               | Cultuurhistorisch               | website            | Geregistreerd  |            |
| Hindeloopen         | Súdwest-Fryslân   | Eerste Friese Schaatsmuseum                      | Cultuurhistorisch               | website            |                |            |
| Hollum              | Ameland           | Museum Sorgdrager                                | Cultuurhistorisch               | website            |                |            |
| Hollum              | Ameland           | Molen De Verwachting                             | Cultuurhistorisch               | website            |                |            |
| Hollum              | Ameland           | Maritiem Centrum Abraham Fock                    |                                 | website            | Geregistreerd  |            |
| Hollum              | Ameland           | Vuurtoren Ameland                                |                                 | website            |                |            |
| Hollum              | Ameland           | Bunkermuseum Ameland                             |                                 | website            |                |            |
| IJlst               | Súdwest-Fryslân   | Houtstad-IJlst                                   | Hout                            | website            |                |            |
| IJlst               | Súdwest-Fryslân   | Museum Nooitgedagt                               | Nooitgedagt                     | website            |                |            |
| IJsbrechtum         | Súdwest-Fryslân   | Epema State                                      | Cultuurhistorisch               | website            |                |            |
| Janum               | Noardeast-Fryslân | Kerkmuseum Jannum                                | Cultuurhistorisch               |                    |                |            |
| Jelsum              | Leeuwarden        | Dekema State                                     | Cultuurhistorisch               | website            | Geregistreerd  |            |
| Joure               | De Friese Meren   | Museum Joure                                     | Cultuurhistorisch               | website            | Geregistreerd  |            |
| Joure               | De Friese Meren   | Puzzelmuseum                                     | Puzzel                          | website            |                |            |
| Kollum              | Noardeast-Fryslân | Kollumer Museum Mr. Andreae                      | Cultuurhistorisch               | website            |                |            |
| Kornwerderzand      | Súdwest-Fryslân   | Kazemattenmuseum                                 | Oorlog                          | website            | Geregistreerd  |            |
| Leeuwarden          | Leeuwarden        | Fries Museum                                     | Cultuurhistorisch               | website            | Geregistreerd  |            |
| Leeuwarden          | Leeuwarden        | Fries Verzetsmuseum                              | Oorlog, verzet                  | website            | Geregistreerd  |            |
| Leeuwarden          | Leeuwarden        | Keramiekmuseum Princessehof                      | Keramiek                        | website            | Geregistreerd  |            |
| Leeuwarden          | Leeuwarden        | Museum Blokhuispoort                             | Gevangenis                      | website            |                |            |
| Leeuwarden          | Leeuwarden        | Museum De Grutterswinkel                         | Cultuurhistorisch               | website            |                |            |
| Leeuwarden          | Leeuwarden        | Natuurmuseum Fryslân                             |                                 | website[dode link] | Geregistreerd  |            |
| Leeuwarden          | Leeuwarden        | Pier Pander Museum                               | Pier Pander                     | website            |                |            |
| Leeuwarden          | Leeuwarden        | Tresoar                                          | Bibliotheek, archief, museum    | website            | Geregistreerd  |            |
| Leeuwarden          | Leeuwarden        | Fries Landbouwmuseum                             | Landbouw                        | website            | Geregistreerd  |            |
| Lemmer              | De Friese Meren   | Duikmuseum Lemmer                                |                                 | website            |                |            |
| Lemmer              | De Friese Meren   | Indian Motorcycle Museum                         | Indian                          | website            |                |            |
| Lemmer              | De Friese Meren   | Ir. D.F. Woudagemaal                             | Stoomgemaal                     | website            |                |            |
| Lemmer              | De Friese Meren   | Oudheidkamer Lemster Fiifgea                     | Cultuurhistorisch               | website            |                |            |
| Makkinga            | Ooststellingwerf  | Museum Oold Ark                                  | Oud handgereedschap             | website            | Geregistreerd  |            |
| Marssum             | Waadhoeke         | Poptaslot                                        | Cultuurhistorisch               | website            |                |            |
| Moddergat           | Noardeast-Fryslân | Museum 't Fiskershúske                           | Cultuurhistorisch               | website            | Geregistreerd  |            |
| Molkwerum           | Súdwest-Fryslân   | Elvis Presley Museum                             | Muziekmuseum                    | website            |                |            |
| Nes                 | Ameland           | Molen De Phenix                                  | Cultuurhistorisch               |                    |                |            |
| Nes                 | Ameland           | Natuurcentrum Ameland                            | Natuurmuseum                    | website            | Geregistreerd  |            |
| Nes                 | Ameland           | Brandspuuthuuske                                 | Brandspuithuisje                | website            |                |            |
| Nij Beets           | Opsterland        | It Damshûs                                       | Cultuurhistorisch               | website            | Geregistreerd  |            |
| Nijemirdum          | De Friese Meren   | Koeienmuseum                                     |                                 | website            |                |            |
| Noordbergum         | Tietjerksteradeel | Klompenmuseum Scherjon                           | Cultuurhistorisch               | website            |                |            |
| Noordwolde          | Weststellingwerf  | Nationaal Vlechtmuseum                           | Cultuurhistorisch               | website            | Geregistreerd  |            |
| Oldeboorn           | Heerenveen        | Museum Aldeboarn                                 | Cultuurhistorisch               | website            | Geregistreerd  |            |
| Oost-Vlieland       | Vlieland          | Informatiecentrum De Noordwester                 | Natuurmuseum                    | website            |                |            |
| Oost-Vlieland       | Vlieland          | Museum Tromp's Huys                              | Cultuurhistorisch               | website            | Geregistreerd  |            |
| Oost-Vlieland       | Vlieland          | Bunkermuseum Wn 12H                              | Cultuurhistorisch               |                    |                |            |
| Oudemirdum          | De Friese Meren   | Mar en Klif                                      | Informatiecentrum               | website            |                |            |
| Ouwsterhaule        | De Friese Meren   | Nationaal Openbaar Vervoermuseum                 | Openbaar vervoer                | website            |                |            |
| Piaam               | Súdwest-Fryslân   | Natuurhistorisch Museum 't Fûgelhûs              | Natuurhistorisch Museum         | website            |                |            |
| Raard               | Noardeast-Fryslân | Oerka Irene Verbeek Museum                       |                                 |                    |                |            |
| Schiermonnikoog     | Schiermonnikoog   | Bezoekerscentrum Schiermonnikoog                 |                                 | website            |                |            |
| Schiermonnikoog     | Schiermonnikoog   | Bunkermuseum Schlei                              | Oorlog                          | website            |                |            |
| Schiermonnikoog     | Schiermonnikoog   | Schelpenmuseum Paal 14                           | natuurhistorisch museum         | website            |                |            |
| Sint Jacobiparochie | Waadhoeke         | Meijer Motoren Museum                            | Technisch en industrieel museum | website            |                |            |
| Sloten              | De Friese Meren   | Museum Stedhûs Sleat                             | Cultuurhistorisch               | website            | Geregistreerd  |            |
| Sneek               | Súdwest-Fryslân   | Fries Scheepvaart Museum                         | Scheepvaart                     | website[dode link] | Geregistreerd  |            |
| Sneek               | Súdwest-Fryslân   | Nationaal Modelspoor Museum                      | Modeltreinen                    | website            |                |            |
| Stavoren            | Súdwest-Fryslân   | Museum ’t Ponthús                                |                                 | website            |                |            |
| Steggerda           | Weststellingwerf  | Zuivelmuseum De Toekomst                         | Cultuurhistorisch               |                    |                |            |
| Surhuisterveen      | Achtkarspelen     | Munt- en penningenkabinet                        | Cultuurhistorisch               |                    |                |            |
| Surhuisterveen      | Achtkarspelen     | Museumboerderij Ot en Sien                       | Cultuurhistorisch               | website            |                |            |
| Surhuisterveen      | Achtkarspelen     | Optiekmuseum                                     |                                 |                    |                |            |
| Tijnje              | Opsterland        | 1e Nederlandse Opel Museum                       | Automuseum                      | website            |                |            |
| Veenklooster        | Noardeast-Fryslân | Fogelsangh State                                 | Cultuurhistorisch               | website            |                |            |
| Veenklooster        | Noardeast-Fryslân | Landbouwmuseum De Brink                          | Cultuurhistorisch               | website            |                |            |
| Veenwouden          | Dantumadeel       | De Schierstins                                   | Cultuurhistorisch               | website            |                |            |
| Wartena             | Leeuwarden        | Museum Warten                                    | Cultuurhistorisch               | website            |                |            |
| West-Terschelling   | Terschelling      | Centrum voor Natuur en Landschap                 | Natuurmuseum                    | website            |                |            |
| West-Terschelling   | Terschelling      | Museum 't Behouden Huys                          | Cultuurhistorisch               | website            | Geregistreerd  |            |
| West-Terschelling   | Terschelling      | Bunker Museum Terschelling                       | Oorlog                          | website            |                |            |
| West-Terschelling   | Terschelling      | Visserijmuseum Aike van Stien                    |                                 |                    |                |            |
| Wolvega             | Weststellingwerf  | Museum 't Kiekhuus                               | Cultuurhistorisch               | website            |                |            |
| Wolvega             | Weststellingwerf  | Oudheidkamer Weststellingwerf                    | Cultuurhistorisch               | website            |                |            |
| Wommels             | Súdwest-Fryslân   | Museum it Tsiispakhûs                            | Cultuurhistorisch               | website            | Geregistreerd  |            |
| Workum              | Súdwest-Fryslân   | Jopie Huisman Museum                             | Jopie Huisman                   | website            | Geregistreerd  |            |
| Workum              | Súdwest-Fryslân   | Museum Warkums Erfskip                           | Cultuurhistorisch               | website            | Geregistreerd  |            |

## Voormalige musea
| Plaats      | Gemeente         | Museum                                        | Type              | Afbeelding |
| ----------- | ---------------- | --------------------------------------------- | ----------------- | ---------- |
| Allingawier | Súdwest-Fryslân  | Aldfaers Erf                                  | Cultuurhistorisch |            |
| Appelscha   | Ooststellingwerf | Tuberculosemuseum Beatrixoord (2017 gesloten) | Tuberculose       |            |
| Harlingen   | Harlingen        | Harlinger Aardewerk Museum (1992-2015)        | Cultuurhistorisch |            |
| Hoorn       | Terschelling     | Landbouwmuseum Het Hooivak (2002-2021)        |                   |            |
| Workum      | Súdwest-Fryslân  | Museum kerkelijke kunst                       | Cultuurhistorisch |            |